# Vanguard (Nigeria)
Pour les articles homonymes, voir Vanguard.
Vanguard est un quotidien publié par Vanguard Media, basé à Lagos (Nigeria).

## Historique
La société Vanguard Media est créée en 1983 par le journaliste Sam Amuka-Pemu avec trois de ses amis.
Le journal papier a également une édition en ligne. Il est l’un des rares au Nigeria considéré comme indépendant du contrôle politique, les autres étant This Day, The Punch, The Sun et The Guardian. En juin 1990, le journal est brièvement suspendu par le colonel Raji Rasaki, gouverneur militaire de l’État de Lagos.
En décembre 2008, le site américain Pointblanknews.com, publie un article alléguant que la femme de l’éditeur de Vanguard serait impliquée dans un meurtre rituel. Le Vanguard poursuit le journaliste en justice, l’accusant de racket. En décembre 2009, un militant pour la paix dans le delta du Niger félicite le journal pour ses articles sur les intentions du gouvernement, qui, selon lui, ont aidé les militants à accepter l'amnistie.